# Shake Shack
Shake Shack («Шейк Шак») — американская сеть ресторанов быстрого обслуживания, со штаб-квартирой в Нью-Йорке. Бизнес начался в 2001 году с тележки с хот-догами в «Мэдисон-сквер-парке», и её популярность неуклонно росла. В 2004 году компания получила разрешение на открытие постоянного киоска в парке, расширив свое меню с хот-догов в нью-йоркском стиле до меню с гамбургерами, картофелем фри и одноимёнными молочными коктейлями.
С момента своего основания компания стала одной из самых быстрорастущих сетей ресторанов, а в конце 2014 года превратилась в публичную компанию, подавшую заявку на IPO. Размещение состоялось 29 января 2015 года; начальная цена акций составила 21 доллар, но в первый же день торгов они подорожали на 123 % до 47 долларов.
Shake Shack Inc. владеет и управляет более чем 400 заведениями по всему миру.

## История
В 2000 году в Нью-Йорке началась реконструкция «Мэдисон-сквер-парка», который пришел в запустение и стал использоваться не по назначению. В рамках реконструкции ресторатор Дэнни Мейер стал инициатором создания организации Madison Square Park Conservancy, которая должна была помочь перестроить парк. Одной из первых вещей, которую сделала организация, чтобы улучшить парк, было проведение художественной выставки под названием «Я <3 такси» внутри парка, чтобы привлечь внимание к усилиям по обновлению. Директор по операциям Мейера, Рэнди Гарутти, установил тележку с хот-догами, которая работала из кухни Eleven Madison Park, одного из предприятий Union Square Hospitality Group (USHG) Мейера. Со временем тележка стала чрезвычайно успешной и проработала почти три года.
В 2004 году городские власти начали принимать заявки на открытие нового ресторана-киоска на территории парка; Мейер изложил свою идею для этого места и открыл первый Shake Shack в июле 2004 года. С самого начала ресторан не был задуман как сеть; предполагалось, что это будет заведение, созданное специально для Нью-Йорка. Однако по мере того, как продажи первоначального заведения продолжали расти, группа поняла, что существует рынок для расширения.
С момента открытия Shake Shack стал крупнейшей частью портфеля USHG. Средняя выручка с заведения составляет 4 миллиона долларов США, что более чем в два раза превышает среднюю выручку магазина McDonald’s в США. Популярность ресторана такова, что летом в его первоначальном месте расположения очередь на обслуживание может достигать более часа, особенно в выходные дни, когда стоит хорошая погода. Веб-камера на веб-странице ресторана показывает текущую очередь в режиме реального времени.

### Экспансия
В июне 2010 года компания Shake Shack открыла свой первый ресторан за пределами Нью-Йорка в торговом центре Lincoln Road Mall в районе Саут-Бич в Майами-Бич. В апреле 2017 года в нём завершилась многомесячная реконструкция, которая позволила увеличить площадь на 54 м2, доведя количество посадочных мест до 106.
12 июля 2010 года рестораны Shake Shack были открыты в Театральном квартале и в Верхнем Ист-Сайде Нью-Йорка. Открытие ресторана в Верхнем Ист-Сайде стало значимым, поскольку оно «оживило» Восточную 86-ю улицу, городской торговый район, переживавший упадок.
В июле 2011 года было объявлено, что Shake Shack договорился с MTA об открытии заведения на нижнем уровне Центрального вокзала Нью-Йорка. Проект был отложен, поскольку арендатор помещения, которое должен был занять Shake Shack, мексиканская закусочная Zócalo, отказался освободить его после истечения срока аренды и подал иск, утверждая, что «процесс торгов (на торговые площади на вокзале) коррумпирован». Иск был отклонен, и Zócalo подал апелляцию. В октябре 2012 года Zócalo подал заявление о защите от банкротства. В начале мая 2013 года Zócalo освободил помещение, а новый ресторан открылся 5 октября 2013 года.
В мае 2013 года компания Shake Shack открыла свою первую точку в аэропорту в недавно расширенном терминале 4 аэропорта им. Кеннеди.

### IPO и продолжение экспансии
К августу 2014 года точки Shake Shack начали работать в Калифорнии, Коннектикуте, Делавэре, Вашингтоне, Флориде, Джорджии и других штатах. В том же месяце появились сообщения, что компания готовится выйти на IPO и обсуждает андеррайтинг с рядом инвестиционных банков, включая J.P. Morgan, Morgan Stanley и Goldman Sachs.

## Меню
Молочные коктейли Shake Shack были названы «одними из лучших в индустрии». Здесь также продаются куриные бургеры, картофель фри, хот-доги, замороженный кастард, а также пиво и вино. В каждом новом регионе меню напитков адаптируется к местным вкусам. Самый известный продукт — бургер ShackBurger. Он предлагается в одинарном или двойном варианте и содержит говяжью котлету, американский сыр, салат, помидоры и фирменный соус, известный как Shack Sauce.